# 探偵 神宮寺三郎DS
『探偵 神宮寺三郎DS』（たんていじんぐうじさぶろうディーエス）は、ゲーム「探偵 神宮寺三郎シリーズ」のニンテンドーDS（以下DS）作品である11作から13作目と15作目に冠されたタイトル。「DS」はDetective Story（探偵小説）の略であり、プラットホームであるニンテンドーDSの名前とかけられている。

## 概要
11作目『いにしえの記憶』より発売元がアークシステムワークスとなった。DS作品4作はいずれもオリジナルストーリー1作と、携帯アプリ用に配信された5作に加え、「謎の事件簿」6作の計12作を収録している。作中の随所にムービーが収録されているが、声は収録されていない。また、シリーズ14作目『探偵 神宮寺三郎 灰とダイヤモンド』はプラットフォームがPlayStation Portableでのリリースであったが、15作目『赤い蝶』は再びDSで発売された。

## 共通システム
- 一度入力したパスワードはリストに登録され、リストに登録された項目を選択するだけでおまけを見ることが可能。
- 本編中、私室にあるファイルを選択することで携帯アプリ作品に移行できる。『いにしえの記憶』は小杉健一郎がファイルを読むことで可能。
- 『いにしえの記憶』はパスワードの初期化は不可能であるが、『きえないこころ』以降はコンフィグにあるシステムファイルの消去をすることで、登録されたクリア情報やパスワードを初期化することができる。

## いにしえの記憶
シリーズの第11作目にあたり、DSでの第1弾ソフト。シリーズ生誕20周年記念タイトルとして発表された。背表紙には「探偵 神宮寺三郎DS」のみで「いにしえの記憶」の記載がない。

### ストーリー（いにしえの記憶）
愛車のドアに手をかけた瞬間、突如警察に取り囲まれる神宮寺。囚われの身になった彼の運命は…？その様子を見守る一人の青年は…？
かつて解決した事件を発端に神宮寺は新たな事件に巻き込まれる。

### 登場人物（いにしえの記憶）
レギュラーキャラクターは
小杉 健一郎
東京の大学に通うため上京したが、卒業後は定職も付かず気ままな生活を送っている。気弱な性格で、何事からもすぐ逃げ出す傾向がある。
岩田 彩子
健一郎の幼馴染で、美容師を目指すため上京した。気弱で無気力な健一郎に呆れつつも世話を焼いている。
木之下 圭吾
元曽根田組構成員。健一郎の弱みに付け込んで、己の計画に利用する。
対馬 真也
木之下とともに行動する無口な男。
須藤
元曽根田組構成員。木之下を慕っており共に行動する。

### 携帯アプリ作品（いにしえの記憶）
No.1~5を収録。No.1～4までは本シリーズのリメイクだが、当時まだ普及していなかった携帯電話や、小林や三好といった後の作品に登場するレギュラーキャラクターが登場するなどストーリーや設定に大幅な変更点がある。

#### 新宿中央公園殺人事件
携帯アプリシリーズNo.1。シリーズ第1作のリメイク版。新宿中央公園で遺体となって発見された人気ホステスの捜査が難航する中、新宿淀橋署の刑事、熊野は友人である探偵の神宮寺三郎に捜査の協力を依頼する。

#### 横浜港連続殺人事件
携帯アプリシリーズNo.2。シリーズ第2作のリメイク版。行方不明のバラカ共和国領事館員エバ・クリスティーナの捜索依頼を受けた神宮寺は助手の洋子を伴って、異国情緒漂う横浜へ向かう。

#### 危険な二人
携帯アプリシリーズNo.3。シリーズ第3作のリメイク版。洋子の友人からの誘いで訪れたサーキット場で替え玉レーサー事件が発生。それと同時に宿泊施設であるホテルで友人が殺害される事件が発生する。

#### 時の過ぎゆくままに
携帯アプリシリーズNo.4。シリーズ第4作のリメイク版。新宿中央公園に訪れていた神宮寺は熊野に1年前の夏の日に起こった2つの事件について語りだす。

#### アカイメノトラ
携帯アプリシリーズNo.5。初の携帯アプリオリジナル作品。かつての恋人と再会した神宮寺は、地下カジノで起こった強盗事件の捜査を依頼される。依頼を承諾した翌日、事務所に彼のことを「パパ」と呼ぶ少女が現れる。

### 謎の事件簿（いにしえの記憶）
「三郎と不思議なホテル」以外は『探偵 神宮寺三郎 未完のルポ』などの過去の作品に収録されていたものをリメイクしたものだが、条件を満たすことで2周目以降に異なった展開になる。
- 民俗学者殺人事件
- 天使切断事件
- 調査写真バラバラ事件
- しぐれ荘密室殺人事件
- クリスマス殺人事件
- 三郎と不思議なホテル（条件を満たすことで出現）

## きえないこころ
シリーズの第12作目、DS第2弾ソフト。前作では廃止されていた捜索システムとTPS（トークプロファイルシステム）が復活している。

### ストーリー（きえないこころ）
神宮寺の元に訪れた松田武史は、妹・沙織が20年前に自殺した原因の調査を依頼する。調査を勧める中、神宮寺は沙織が生前書いていたという詩に秘密があると突き止めたが、松田は突然依頼の取り消しを申し出る。やむなく申し出を受ける神宮寺のもとに、今度は学校の備品が傷つけられるという別の事件の調査の依頼が入る。

### 登場人物（きえないこころ）
レギュラーキャラクターは
松田 武史
20年前に自殺した妹の真相究明を神宮寺に依頼する。優しい性格だが、物事を妄信してしまう面がある。
徳永 沙織
武史の妹。おとなしい性格で、自分の想いを詩に認めていた。武史と異なり、母親に引き取られたため姓が異なる。
東間 望
沙織の親友。現在は小学校で教師を務める。
椎名 由貴
沙織の親友。現在は結婚し息子が一人いる。
東間 晃治
望の父。強面・厳格・気難しい性格。勘が鋭く、警察官たちの柔道の師範を務めるため、熊野も頭が上がらない。

### 携帯アプリ作品（きえないこころ）
携帯アプリシリーズのNo.6～No.10を収録。

#### 6枚の犯行
神宮寺の元にある事件を起こした本人から手紙が届く。それはある有名写真家の作品が次々と切りつけられた事件が発端だった。

#### 亡煙を探せ!
数日前から突如姿を消してしまった神宮寺を探すため洋子は新宿の街を彷徨う。一方、熊野も普段と異なる事務所の雰囲気に戸惑いを覚えていた。

#### アオイメノリュウ
失踪した暴力団員の兄を探すという調査を勧める中、神宮寺は池袋を拠点とする「竜」と呼ばれる探偵「榎本竜太」と邂逅する。

#### キトの夜
ある日、ふらりと立ち寄ったバーで神宮寺は「ホセ・レアスコ」という異国の男と出会う。不思議とお互いにウマの合う2人であったが、凶悪な事件が2人の友情を狂わせて行く。

#### 四角の罠
ケースに入った金をある者に届けるという依頼を受けた神宮寺は、指定の場所である大阪に向かう。容易に終わると思われた依頼であったが、一瞬の油断が神宮寺を窮地に追い込む。

### 謎の事件簿（きえないこころ）
『探偵 神宮寺三郎 夢の終わりに』など、過去の作品に収録されていたものをリメイクしたものだが、条件を満たすことで2周目に異なった展開になる。
- 恐怖！元旦おせち事件
- 消えた凶器！殺人事件
- 湯煙温泉殺人事件
- 偽装アリバイ殺人事件
- 美人女優殺人事件
- 三郎と不思議なお茶会（条件を満たすことで出現）

## 伏せられた真実
シリーズの第13作目。DS第3弾ソフト。

### ストーリー（伏せられた真実）
難事件を解決したことで、世間の注目を受けた神宮寺はワイドショーで「探偵J」として取り上げられ、マスコミから注目される存在となっていた。連日押しかけるマスコミに嫌気のさした神宮寺はしばらく休業することに。
数日後、マスコミや世間の注目も下火となり探偵業を再開した彼の元に、ケーブルテレビを経営するという父親が誘拐されたという姉妹が尋ねる。犯人からの要求は父親の身代金を「探偵J」に運ばせろというものだった…

### 登場人物（伏せられた真実）
レギュラーキャラクターは
小野寺 清美
父親の経営する新宿メディアケーブルテレビ（SMC）で経理を勤める。
小野寺 成美
清美の妹。大学に通いながらSMCで手伝いをしている。
小野寺 琢磨
SMC創設者の一人で経営者。身代金目的の為、誘拐された。
内野 亜紀
関東テレビのレポーター。「探偵J」である神宮寺を執拗に追いかける。
小野寺 理恵子
琢磨の妻で、元女優。毅然とした態度を見せる。
小野寺 直樹
小野寺家の長男。琢磨と喧嘩して現在は家出している。
中津川 亨
SMC創設者の一人で脚本家。現在は脚本執筆のため某所で缶詰になっている。
浜松 哲也
SMCのディレクターで、清美の婚約者。生真面目な性格。
広田 健太郎
SMCの編成制作部に所属する新入社員。直樹と仲がいい。
鈴木 青一
SMCの創設者の一人。現在は癌のため自宅で療養している。

### 携帯アプリ作品（伏せられた真実）
No.11～No.15を収録。

#### イヌと呼ばれた男
自称小説家を名乗る菅野という男より、自分の作品のアイデアの監修を依頼された神宮寺。探偵を小馬鹿にする菅野の態度に反感を覚えつつ、渋々依頼を受けた神宮寺だったが…。

#### ふた色の少女
歌舞伎町でスリの被害にあったという男より依頼を受ける神宮寺。調査の結果、スリの共犯者に美優という名の女子高生の名が浮かび上がる。

#### 命断つ刻限
とある店で知り合った引田惣介。彼は自殺した息子の10年間を調べてほしいと神宮寺に依頼した。

#### 託された指輪
神宮寺は藤木美佳という女性から、自分の父親が殺された事件の真相を調べてほしいという依頼を受ける。

#### 真偽の狭間
坂崎真太から行方不明の婚約者・小田綾香を捜索してほしいという依頼を受けた神宮寺。しかし明らかになっていくのは、複数の偽名を使い分ける綾香の顔であった。

### 謎の事件簿（伏せられた真実）
- 雪山洞窟殺人事件
- ヒーロー殺人事件
- 今泉名探偵事件
- 湯治場殺人事件
- 危険なペット殺人事件
- 三郎と不思議なクリスマス（条件を満たすことで出現）

## 赤い蝶
シリーズ第15作目で、DSでは4作目にあたる。

### ストーリー（赤い蝶）
20年前に爆破事件を起こしたテロリスト「赤い蝶」を名乗る者から、資金パーティーを中止しろという電話が、国会議員・佐伯正臣の元に入った。事態を重く見た秘書の薫は、神宮寺にパーティーの警備を依頼する。しかしパーティ当日、会場となったホテルで爆破事件が起きてしまう。

### 登場人物（赤い蝶）
レギュラーキャラクターは
佐伯 薫
今回の事件の依頼人。正臣の娘で、秘書を務めている。
佐伯 正臣
衆議院議員。ジャーナリストから転身。20年前の東城産業爆破事件のスクープを取り上げ、「蝶の実像」という書籍にまとめた。
檜山 恵一
20年前の東城産業爆破事件の首謀者「赤い蝶」とされる人物。現在は行方不明。
尾崎 弘
佐伯の後援会会長。NPO団体「緑地会」の会長も務めている。
吉住 誠司
実業家で、佐伯の後援者。娘を可愛がっている。
吉住 里穂
吉住誠司の娘。緑地会でボランティアとして働いている。
志賀 晃
雑誌「週刊実話主義」記者。佐伯に対してある疑惑を抱いている。
上田 沙紀
佐伯の事務所の事務員。檜山恵一のファンサイトを運営している。

### 携帯アプリ作品（赤い蝶）
No.16～No.20を収録。DSiウェアで配信されているものとほぼ同じ内容だが、オープニングムービーは収録されていない。

#### 椿のゆくえ
高校生の姫路亮平から受けた依頼は、インターネット上で知り合った顔も本名も知らない友人「ツバキ」を探してほしいというものだった。ネットに残された日記を手掛かりに「ツバキ」にたどり着いた二人だったが……。

#### 明けない夜に
神宮寺は杉澤朝音から受けた依頼は、行方不明になった兄の捜索。一方、熊野は新人刑事の猪下京介とともに連続空き巣事件の捜査。二つの異なる事件は、やがて四人を互いに引き合わせていく。

#### 果断の一手
恋人が誘拐されたという男は、神宮寺の名刺を持っていた。彼は一年前の捜査中、バーで出会った男。神宮寺はそこで出会った真剣将棋士、桂木晋介という男を思い出す。

#### 連鎖する呪い
「俺は呪われているそうだ」と言い残し、自殺した男。彼の恋人・由美子は、彼が自分より死を選んだ理由を知るため、神宮寺に調査を依頼する。

#### 亡き子の肖像
寒い朝、事務所の前で見知らぬ少年に声をかけられた神宮寺。「僕……死んじゃったみたいなんですけど……」彼の手には、自分が死亡したと報じる新聞記事が握られていた。

### 謎の事件簿（赤い蝶）
- 有名作曲家殺人事件
- 昆虫学者殺人事件
- 血塗られた文学書殺人事件
- 船上の消失事件
- 新宿連続クイズ事件
- 三郎と不思議な庭園（条件を満たすことで出現）

## 関連商品
サウンドトラック
- 『探偵 神宮寺三郎 いにしえの記憶』　2007年